# Грабовець (Свентокшиське воєводство)
Грабовець (пол. Grabowiec) — село в Польщі, у гміні Хмельник Келецького повіту Свентокшиського воєводства.
Населення — 318 осіб (2011).
У 1975-1998 роках село належало до Келецького воєводства.

## Демографія
Демографічна структура на день 31 березня 2011 року:
|          | Загалом | Допрацездатний вік | Працездатний вік | Постпрацездатний вік |
| -------- | ------- | ------------------ | ---------------- | -------------------- |
| Чоловіки | 162     | 35                 | 109              | 18                   |
| Жінки    | 156     | 33                 | 92               | 31                   |
| Разом    | 318     | 68                 | 201              | 49                   |